# 安順西駅
安順西駅（あんじゅんにしえき）は、中華人民共和国貴州省安順市西秀区么舗鎮にある中国鉄路成都局集団公司の駅である。

## 歴史
2013年、鉄道駅の建設が開始した。
2016年12月28日、滬昆旅客専用線の開通。